# دوري السوبر السلوفاكي 1995–96
دوري السوبر السلوفاكي 1995-96 (بالسلوفاكية: 1. slovenská futbalová liga 1995/1996)‏ هو الموسم 3 من  دوري السوبر السلوفاكي. أشرف على تنظيمه اتحاد سلوفاكيا لكرة القدم، وكان عدد الأندية المشاركة فيه  12، وفاز فيه نادي سلوفان براتيسلافا.